# Toxicity
 Ovo je glavno značenje pojma Toxicity. Za singl s ovog albuma pogledajte Toxicity (singl).
Toxicity je drugi studijski album sastava System of a Down, objavljen 4. rujna 2001. godine.
Dobio je mnoge pozitivne kritike, te se smatra najboljim albumom SOAD-a. Nalazio se na prvom mjestu na top listama u SAD-u i Kanadi te je uvršten na mnoge liste najboljih albuma. Prodan je u 12 milijuna primjeraka diljem svijeta, 
te je imao multiplatinastu nakladu u SAD-u. Na albumu se nalazi i njihova najpoznatija pjesma "Chop Suey!"
koja je bila nominirana za Grammy.

## O albumu
Album je producirao Rick Rubin. Od ovoga albuma postoje dva limitirana izdanja: jedna inačica s plavim omotom, na kojoj se nalazi DVD s 4 uživo snimljene pjesme i jedna inačica s crvenim omotom koja posjeduje još jedan CD s backstage materijalom.
System of a Down su s ovim albumom uspjeli proboj. Singlovi objavljeni s albuma su Chop Suey!, Toxicity i Aerials.

## Pjesme
U pjesmama se isprepliću mnoge teme, primjerice pjesma "Prison Song" govori o lošem zatvorskom sustavu u SAD-u, 
"Needles" o zloupotrebi droga i njihovoj opasnosti, "Deer Dance" o pravu ljudi na protest, "Psycho" je 
protiv "groupiesa", a pjesma "X", koja je prvotno snimljena za njihov debitantski album, o prenaseljenosti. 
Na posebnom izdanju nalaze se još singl "Johnny", te četiri pjesme uživo s njihovog prvog albuma System of a Down.
Neke pjesme su korištene u videoigrama, "Shimmy" u Tony Hawk's Pro Skater 4, "Chop Suey!" 
u Rock Band 2, "Toxicity" u Guitar Hero: Metallica, a "Science" u ATV Offroad Fury 2.

## Popis pjesama
| 1.    | »Prison Song«            | Tankian, Malakian | Malakian                    | 3:21 |
| 2.    | »Needles«                | Tankian, Malakian | Tankian, Malakian           | 3:13 |
| 3.    | »Deer Dance«             | Tankian, Malakian | Malakian                    | 2:55 |
| 4.    | »Jet Pilot«              | Tankian           | Odadjian, Malakian          | 2:06 |
| 5.    | »X«                      | Tankian           | Malakian                    | 1:58 |
| 6.    | »Chop Suey!«             | Tankian, Malakian | Malakian                    | 3:30 |
| 7.    | »Bounce«                 | Tankian           | Odadjian, Malakian          | 1:54 |
| 8.    | »Forest«                 | Tankian           | Malakian                    | 4:00 |
| 9.    | »ATWA«                   | Tankian, Malakian | Malakian                    | 2:56 |
| 10.   | »Science«                | Tankian           | Malakian                    | 2:43 |
| 11.   | »Shimmy«                 | Tankian           | Tankian                     | 1:51 |
| 12.   | »Toxicity«               | Tankian           | Odadjian, Malakian          | 3:39 |
| 13.   | »Psycho«                 | Tankian, Malakian | Malakian                    | 3:45 |
| 14.   | »Aerials«                | Tankian, Malakian | Malakian                    | 3:54 |
| 15.   | »Arto« (skrivena pjesma) |                   | Tankian, Arto Tunçboyacıyan | 2:14 |
| 44:06 |                          |                   |                             |      |

| 1. | »Johnny«            | Tankian | Tankian                     | 2:09 |
| 2. | »Sugar« (uživo)     | Tankian | Odadjian, Malakian          | 2:27 |
| 3. | »War?« (uživo)      | Tankian | Malakian                    | 2:48 |
| 4. | »Suite-Pee« (uživo) | Tankian | Malakian                    | 2:58 |
| 5. | »Know« (uživo)      | Tankian | Odadjian, Malakian, Tankian | 3:03 |

## Produkcija
- System of a Down

- Daron Malakian - gitara, vokal
- Serj Tankian - vokal, klavijature
- Shavo Odadjian - bas-gitara
- John Dolmayan - bubnjevi

## Top liste

### Album
| Godina | Top lista     | Pozicija |
| ------ | ------------- | -------- |
| 2001.  | Billboard 200 | 1.       |
| 2001.  | UK            | 13.      |
| 2001.  | Australija    | 6.       |
| 2001.  | Kanada        | 1.       |
| 2001.  | Novi Zeland   | 7        |

### Singlovi
| Godina | Singl        | Top lista              | Pozicija |
| ------ | ------------ | ---------------------- | -------- |
| 2001.  | "Chop Suey!" | The Billboard Hot 100  | 76.      |
| 2001.  | "Chop Suey!" | Modern Rock Tracks     | 7.       |
| 2001.  | "Chop Suey!" | Mainstream Rock Tracks | 12.      |
| 2001.  | "Chop Suey!" | Australian ARIA Top 50 | 14.      |
| 2002.  | "Toxicity"   | The Billboard Hot 100  | 70.      |
| 2002.  | "Toxicity"   | Modern Rock Tracks     | 3.       |
| 2002.  | "Toxicity"   | Mainstream Rock Tracks | 10.      |
| 2002.  | "Toxicity"   | Australian ARIA Top 50 | 39.      |
| 2002.  | "Aerials"    | The Billboard Hot 100  | 55.      |
| 2002.  | "Aerials"    | Modern Rock Tracks     | 1.       |
| 2002.  | "Aerials"    | Mainstream Rock Tracks | 1.       |
| 2002.  | "Aerials"    | Australian ARIA Top 50 | 36.      |